# Tourbes
Tourbes är en kommun i departementet Hérault i regionen Occitanien i södra Frankrike. Kommunen ligger i kantonen Pézenas som tillhör arrondissementet Béziers. År 2022 hade Tourbes 1 875 invånare.

## Befolkningsutveckling
Antalet invånare i kommunen Tourbes
Referens:INSEE